# تيوبيولين
تيوبيولين أو تويولين (بالإنجليزية: Tubulin)‏ هو بروتين ينتمي إلى أسرة صغيرة من البروتينات الكروية. وتشمل فصيلة التويولين عددة أسر متميزة، وهي:توبيولين ألفا، توبيولين بيتا، توبيولين غاما، توبيولين دلتا، توبيولين إبسيلون- والأسرة السادسة (توبيولين زيتا) التي هي موجودة فقط في ذوات منشأ الحركة البروتوزوا. أما الأعضاء الأكثر شيوعا للأسرة هي توبيولين ألفا-وتوبيولين بيتا، والبروتينات التي تشكل الأنيبيات الدقيقة. كل لديه الوزن الجزيئي من حوالي 55 كيلو دالتون. ويتم تجميع الأنيبيات الدقيقة من الدايمر في توبيولين ألفاو توبيولين بيتا.
كان يعتقد لفترة طويلة أنه برزتين التويولين محددة لحقيقيات النوى. ولكن في الآونة الأخيرة، اتضح إن انقسام الخلايا أولية النواة تبين أن لهما صلة بالتويولين.
تتبلمر ألفا-تيوبيولين وبيتا-تيوبيولين لتشكيل الأنيبيات الدقيقة، وهي مكون رئيسي في الهيكل الخلوي لحقيقيات النوى. تعمل الأنيبيات الدقيقة في العديد من العمليات الخلوية الأساسية، بما في ذلك الانقسام الخلوي التفتلي. تلعب الأنيبيات الدقيقة دورًا مهمًا في الخلايا حقيقية النواة. اكتسبت ألفا-تيوبيولين وبيتا-تيوبيولين (Alpha- و beta-tubulin)، والتي هي المكونات الرئيسية للأنيبيات الدقيقة، اهتمامًا كبيرًا بسبب وظيفتها وخصائصها الفيزيائية الحيوية وأصبحت موضوع دراسة مكثفة في الآونة الآخيرة، خاصةً فيما يتعلق بدراسات السرطان. يمكن أن تؤثر إضافة ربيطات التيبيولين على استقرار الأنيبيات الدقيقة ووظيفتها، بما في ذلك الانقسام الفتيلي وحركة الخلية ونقل العضيات داخل الخلايا. أثارت الجزيئات التي ترتبط بالتيبيولين اهتمامًا كبيرًا بعد إدخال التاكسانات في علم الأورام السريري والاستخدام العام لقلويات العناقية. تمنع هذه المركبات الانقسام الخلوي عن طريق الارتباط ببروتين التوبولين في المغزل الانقسامي ومنع البلمرة أو إزالة البلمرة في الأنيبيات الدقيقة. ولذلك فإن مثبطات التيوبيولين قد تكون فعالة في علاج السرطان عن طريق إيقاف نموه وتطوره. تقتل الأدوية المرتبطة بالتوبولين، التي تُسمى مثبطات التيوبيولين، الخلايا السرطانية عن طريق تثبيط ديناميكيات الأنيبيات الدقيقة اللازمة لفصل الحمض النووي وبالتالي منع وتثبيط انقسام الخلايا السرطانية.

## وصلات اضافية
- Tubulin في المكتبة الوطنية الأمريكية للطب نظام فهرسة المواضيع الطبية (MeSH).

ر.ت.إ

3.6.5.6

- protocol for purification of tubulin from bovine brain